# ABN 뉴스와이드
《ABN 뉴스와이드》는 경기도 성남 지역의 케이블 방송사인 아름방송의 메인 뉴스 프로그램이다.

## 방송시간
- 매일 저녁 8시
- 매일 밤 10시
- 매일 밤 12시
- 매일 새벽 2시
- 매일 새벽 4시
- 매일 아침 6시
- 매일 아침 8시
- 매일 오전 10시

## ABN의 다른 뉴스프로그램
- ABN 뉴스위크

## 같이 보기
- ABN
- 뉴스와이드